# 那珂市民の歌 輝く未来へ
那珂市民の歌「輝く未来へ」（なかしみんのうた かがやくみらいへ）は、日本の茨城県那珂市が制定した市民歌である。作詞・駒井瞭、補作・那珂市民の歌等制定委員会、作曲・秋葉桃子。
本記事では、市民歌と同時に制定された市民音頭「いいねなかなか」および、町制下で制定された「那珂町民の歌」についても解説する。

## 解説
那珂市の前身に当たる那珂郡那珂町および瓜連町ではそれぞれ以下の町民歌および小唄、町民音頭を定めていた。
- 那珂町民の歌、那珂町民音頭 - 1981年（昭和56年）4月29日制定
- 新うりづら小唄、新うりづら音頭 - 1968年（昭和43年）11月23日制定

那珂町・瓜連町合併協議会では那珂町が瓜連町を編入合併して市制を施行する方式が採用されたため（旧）那珂町の法人格は2005年（平成17年）に発足した那珂市へ引き継がれたが、合併協定書では「町民の歌、町民音頭については、合併後、新市において検討機関を設け、新たに制定するものとする」として、旧「那珂町民の歌」を引き継がず新規に市民歌を制定する方針が取り決められた。
那珂市では2010年（平成22年）の市制5周年を前に合併協定書で取り決められていた新市民歌および市民音頭の制定作業に着手し、2008年（平成20年）7月に「那珂市民の歌等制定委員会」が設置された。引き続き市民歌・市民音頭の2部門で歌詞の懸賞募集を実施し、市民歌が県内外の8人から10篇、市民音頭が6人から8篇の応募を審査した結果、市民音頭は大阪府からの応募で全国各地の市町村歌において採用歴がある駒井瞭の「いいねなかなか」を最優秀賞、また市民歌も同じ作詞者が応募した「拓く未来へ」を優秀賞としてそれぞれ採用することが決定した。2部門のうち、市民歌は制定委員会の補作に伴い「輝く未来へ」へ改題されている。引き続き作曲の懸賞募集が行われ、市民歌が9人から10曲、市民音頭が8人から8曲の応募があり制定委員会の審査でそれぞれ1点を採用とした。
曲の完成後、制定委員会にアドバイザーとして参加したまついえつこ（瓜連町出身）による編曲作業を経て、2009年（平成21年）10月17日の市制5周年記念式典の席上で入選者3名の表彰と発表演奏が行われた。市民歌と市民音頭の制定意義は「合併5周年を機に、市民意識の高揚と更なる一体化の醸成を図る」こととされ、那珂市役所では市民歌の演奏機会について「市文化祭や市表彰式典で歌われる」としている。

### 市民音頭
市民歌と同時に制定された。
- 那珂市民音頭「いいねなかなか」

作詞：駒井瞭 作曲：中田裕子

## 旧町民歌
町制当時の那珂町では、1981年（昭和56年）4月29日に町制25周年記念事業として町民歌「那珂町民の歌」および町民音頭「那珂町音頭」を制定していた。ビクター音楽産業がA面に「那珂町民の歌」、B面に「那珂町音頭」を収録したシングル盤（規格品番：PRA-10653）を製造している。
那珂町民の歌
作詞：笹沼律子 作曲：飯田信夫
歌：ボニージャックス
町内に日本原子力研究所那珂研究所（現：量子科学技術研究開発機構那珂フュージョン科学技術研究所）が所在することから、3番で「核融合の炬がともる」と1963年（昭和38年）に制定された「茨城県民の歌」3番と共通する歌詞が含まれている。
那珂町音頭
作詞：秋本叔甫 作曲：渡久地政信
歌：鈴木正夫、小杉真貴子